# Ognes (Aisne)
Ognes – miejscowość i gmina we Francji, w regionie Hauts-de-France, w departamencie Aisne.
Według danych na styczeń 2014 roku gminę zamieszkiwało 1210 osób, a gęstość zaludnienia wynosiła 197,1 osób/km².